# Petra Mattfeldt
Petra Mattfeldt (* 30. November 1971 in Verden; Pseudonyme: Caren Benedikt, Ellin Carsta) ist eine deutsche Autorin und Verlegerin. 

## Leben
Petra Mattfeldt wuchs in einer norddeutschen Kleinstadt auf. Sie absolvierte eine Ausbildung zur Rechtsanwalts- und Notarfachangestellten und arbeitete danach als freie Journalistin. 2010 veröffentlichte sie unter dem Pseudonym Caren Benedikt ihren ersten historischen Roman Die Feinde der Tuchhändlerin. Weitere historische Romane wie Die Duftnäherin folgten. Anfang 2014 erschien ihr Krimidebüt Sekundentod um den Lüneburger Kommissar Falko Cornelsen, geschrieben unter ihrem Namen Petra Mattfeldt. Zusätzlich publiziert sie historische Romane unter dem Namen Ellin Carsta. Von 2017 bis 2019 war Mattfeldt für den Bookspot Verlag in der Geschäftsführung tätig. Im Mai 2019 gründete Mattfeldt die Maximum Verlags GmbH, deren alleinige Geschäftsführerin sie ist. Sie ist Mitgründerin des PEN Berlin.
Mattfeldt lebt mit ihrem Mann und ihren drei Kindern in der Nähe von Bremen.

## Romane

### Petra Mattfeldt

#### Als Autorin
- Sekundentod, Knaur 2014, ISBN 978-3426514450
- Tod und Spiele, Gmeiner 2016, ISBN 978-3839219478
- Blutschmuck, Gmeiner 2017, ISBN 978-3839221433
- Die letzte Fahrt, Edition M 2018, ISBN 978-1503947207
- Eiskalte Seelen, Knaur 2014
- Blutroter Winter, Knaur 2015, ISBN 978-3426516379
- Der Jahrbuchcode, Bookspot 2014, ISBN 978-3937357874
- Der Jahrbuchcode - SOS Emilia O., Bookspot 2016, ISBN 978-3956690464
- Multiversum - Der Aufbruch, Bookspot 2015, ISBN 978-3956690280
- Multiversum - Die Rückkehr, Bookspot 2016, ISBN 978-3956690471
- Apeiron, Edition M 2018, ISBN 978-2919803675
- München 72 - Der Tag, an dem die Spiele stillstanden. Blanvalet, München 2022, ISBN 978-3764508081
- Im Kopf der Bösen - Der Sandmann (mit Axel Petermann), Blanvalet 2023, ISBN 978-3764508319
- Im Kopf des Bösen - Ken & Barbie (mit Axel Petermann), Blanvalet 2024, ISBN 978-3764508326

#### Als Verlegerin
- Schattenfeuer (Anthologie mit Burkhard Bierschenck), Bookspot 2016, ISBN 978-3956690617
- Sternenfeuer (Anthologie mit Burkhard Bierschenck), Bookspot 2016, ISBN 978-3956690624
- Schattenflammen (Anthologie mit Burkhard Bierschenck), Bookspot 2018, ISBN 978-3956690945
- Sternenflammen (Anthologie mit Burkhard Bierschenck), Bookspot 2018, ISBN 978-3956690921
- Stille Nacht, tödliche Nacht - 24 mörderische Adventsgeschichten (Anthologie mit Uli Mattfeldt), Bookspot 2018, ISBN 978-3956691188

### Caren Benedikt
- Die Feinde der Tuchhändlerin, Knaur 2015; zuvor 2010 erschienen bei Bertelsmann, ISBN 978-3426215340
- Die vierte Zeugin, Aufbau Verlag 2012; Kooperation mehrerer Autoren, ISBN 978-3746628790
- Die Duftnäherin, Knaur 2013, ISBN 978-3426512937
- Die Kerzenzieherin, Knaur 2014, ISBN 978-3426512944
- Die Rache der Duftnäherin, Knaur 2015, ISBN  978-3426515013
- Das Grand Hotel - Die nach den Sternen greifen, Blanvalet 2020, ISBN 978-3764507077
- Das Grand Hotel - Die mit dem Feuer spielen, Blanvalet 2021, ISBN 978-3764507084
- Das Grand Hotel - Die der Brandung trotzen, Blanvalet 2022, ISBN 978-3764507749
- Club Paradies - Im Glanz der Macht, Blanvalet 2023, ISBN 978-3764507725
- Club Paradies - Im Licht der Freiheit, Blanvalet 2023, ISBN 978-3764507732

### Ellin Carsta
- Die heimliche Heilerin, Ullstein 2017; zuvor erschienen bei Tinte und Feder 2015, ISBN 978-3548289359
- Die heimliche Heilerin und der Medicus, Tinte & Feder 2016, ISBN 978-1503939356
- Die unbeugsame Händlerstochter, Tinte & Feder 2016, ISBN 978-1503935112
- Rebengold, Tinte & Feder 2016, ISBN 978-1503941656
- Die heimliche Heilerin und die Toten, Tinte & Feder 2017, ISBN 978-1477824436
- Rebenblut, Tinte & Feder 2017, ISBN 978-1542047319
- Die ferne Hoffnung, Tinte & Feder 2018, ISBN 978-1542047883
- Eine neue Zeit, Tinte & Feder 2018, ISBN 978-2919801541
- Die heimliche Heilerin und die Könige, Tinte und Feder 2018, ISBN 978-1503901179
- Das bedrohte Glück, Tinte und Feder 2019, ISBN 978-2919804825
- Die heimliche Heilerin und der Erzbischof, Tinte und Feder 2019, ISBN 978-2919808281
- Die Prüfung der Händlerstochter, Tinte und Feder 2019, ISBN 978-2919809455
- Der zerbrechliche Traum, Tinte und Feder 2019, ISBN 978-2919809295
- Der mutige Weg, Tinte und Feder 2020, ISBN 978-2496702316
- Der nahende Sturm, Tinte und Feder 2020, ISBN 978-2496702576
- Das Unrecht der Väter, Tinte und Feder 2020, ISBN 978-2496702606
- Der leuchtende Himmel, Tinte und Feder 2021, ISBN 978-2496702613
- Die Stärke der Töchter, Tinte und Feder 2021, ISBN 978-2496706192
- Der Bund der Familien, Tinte und Feder 2021, ISBN 978-2496706833
- Der große Aufbruch, Tinte und Feder 2021, ISBN 978-2496706857
- Die Wege der Söhne, Tinte und Feder 2021, ISBN 978-2496705089
- Der Mut der Frauen, Tinte und Feder 2022, ISBN 978-2496710038
- Schritt ins Licht, Tinte und Feder 2022, ISBN 978-2496711196
- Das Los der Männer, Tinte und Feder 2022, ISBN 978-2496710366
- Glück des Augenblicks, Tinte und Feder 2022, ISBN 978-2496711226
- Die Zeit der Tyrannen, Tinte und Feder 2023, ISBN 978-2496710809
- Tanz ins Leben, Tinte und Feder 2023, ISBN 978-3764507732
- Das Band der Brüder, Tinte und Feder 2023, ISBN 978-2496710847
- Zauber des Neuen, Tinte und Feder 2023, ISBN 978-2496710861
- Der Aufbruch der Geschwister, Tinte und Feder 2024, ISBN 978-2496710885
- Kraft der Veränderung, Tinte und Feder 2024, ISBN 978-2496710908
- Der Plan der Gefährten, Tinte und Feder 2024, ISBN 978-2496714166
- Moment des Aufbruchs, Tinte und Feder 2024, ISBN 978-2496714180

### Ellin Carsta(englische Versionen)
- The secret healer, AmazonCrossing 2016, ISBN 978-1503953864
- The draper's daughter, AmazonCrossing 2016, ISBN 978-1503938618
- The master of medicine, AmazonCrossing 2017, ISBN 978-1503943988
- A distant hope, AmazonCrossing 2019, ISBN 978-1542042284

### Catherine Durand
- Die tausend Farben von Paris, Blanvalet 2025, ISBN 978-3764508500